# Come Back to Me (Vanessa Hudgens)
Come Back to Me è il primo singolo della cantante pop americana Vanessa Hudgens, estratto dal suo album di debutto, V. È stato scritto e prodotto da Antonina Armato e Tim James. Il brano è il miglior singolo scalaclassifiche della Hudgens e il suo motivo più venduto.

## Il brano
Il brano è stato affidato alle stazioni radiofoniche degli Stati Uniti il 25 agosto 2006. Ha spopolato su iTunes a partire dalla sua disponibilità di vendita nel mercato digitale il 12 settembre 2006. Reinterpreta una brano del 1977 del gruppo rock Player, Baby Come Back. Il singolo ha riscontrato critiche favorevoli. La Hudgens ha anche scelto di promuovere il brano, cantandolo dal vivo nelle tappe di High School Musical: Il concerto.

## Tracce
Singolo britannico
1. When There Was Me and You

## Video musicale
Il video musicale prodotto per Come Back to Me è diretto da Chris Applebaum ed è stato trasmesso per la prima volta il 25 agosto 2006 su Disney Channel, dopo la prima visione assoluta del film Cheetah Girls 2. Le scene mostrano la Hudgens ballare o socializzare con le sue amiche, tra cui la sorella, Stella Hudgens, e Alexa Nikolas.

## Classifiche
| Classifica (2006) | Posizione più alta |
| ----------------- | ------------------ |
| Australia         | 36                 |
| Francia           | 12                 |
| Germania          | 58                 |
| Italia            | 8                  |
| Nuova Zelanda     | 6                  |
| Spagna            | 17                 |
| Stati Uniti       | 55                 |
| Stati Uniti (Pop) | 18                 |